# 테고마스 1st LIVE TOUR 2009 ~테고마스의 노래~
《테고마스 1st LIVE TOUR 2009 ~테고마스의 노래~》(テゴマス 1st LIVE TOUR 2009 ～テゴマスのうた～ テゴマス 1st LIVE TOUR 2009 ～테고마스노우타～[*])는 테고마스의 1번째 라이브 비디오 음반이다.

## 개요
앨범 《테고마스의 노래》를 가지고 행해진, 테고마스 테고시 유야&마스다 타카히사에 의한, 첫 번째 라이브 DVD. 2009년 8월 5일·요요기 경기장으로의 라이브 본편이나 앵콜 외, 테고마스의 인터뷰를 포함한 각지의 투어 다큐멘터리도 수록되고 있다.
- 초회·통상 모두 2매 세트로 내용은 같다.

### 초회 생산 한정
- 스페셜 패키지 (삼방면 케이스 입)
- 36P 소책자

### 통상 사양
- 3면 6P 자켓

## 수록 내용

### DISC1
1. ミソスープ / 미소수프
2. マルイチカラ / 둥근 힘
3. 僕らのうた / 우리들의 노래
4. MC
5. 七夕祭り / 칠석제
6. はなむけ / 이별하는 사람에게 주는 선물
7. 雨のち晴れ / 비온 뒤 갬
8. POWER OF EARTH
9. くしゃみ / 재채기
10. サヨナラ僕の街 / 안녕 나의 거리
11. MC
12. 砂時計 / 모래시계
13. もしも僕がポチだったら… / 만약에 내가 포치였다면…
14. たったひとつだけ / 단 하나만
15. 僕のシンデレラ / 나의 신데렐라
16. MC
17. チキンボーヤ / 서툰 소년
18. MC
19. ら・ら・桜 / 라 라 벚꽃
20. What's going on?
21. Chocolate
22. HIGHWAY
23. ファンタスティポ / 판타스티포
24. MC
25. アイアイ傘 / 같이 쓴 우산
26. 僕らしく / 나답게
27. 終わらないで / 끝나지 말아줘
28. キミ+ボク=LOVE? / 너+나=LOVE?

### DISC2
1. 片想いの小さな恋 (ENCORE) / 짝사랑의 작은 사랑
2. キッス～帰り道のラブソング～ (ENCORE) / 키스~돌아오는 길의 러브송~
3. ずっと (ENCORE) / 계속
4. ~테고마스의 뒷모습~ Interview & Tour Documentary